# (10801) Lüneburg
10801 Lűneburg (1992 SK26) – planetoida z pasa głównego asteroid okrążająca Słońce w ciągu 4,05 lat w średniej odległości 2,54 j.a. Odkryta 23 września 1992 roku.